# NGC 7552
NGC 7552 (również IC 5294 lub PGC 70884) – galaktyka spiralna z poprzeczką (SBab), znajdująca się w gwiazdozbiorze Żurawia. Odkrył ją James Dunlop 7 lipca 1826 roku. Jest to galaktyka z aktywnym jądrem.